# Breath of Fire II
Breath of Fire II är ett datorrollspel utvecklat av Capcom som ursprungligen släpptes till SNES 1994. Det släpptes sedan även till Game Boy Advance.